# Dendropsophus reichlei
Dendropsophus reichlei es una especie de anfibios de la familia Hylidae.
Es endémica del Departamento de Pando (Bolivia) y quizá se extienda hacia las zonas adyacentes de Brasil.
Esta especie habita en las selvas tropicales de tierras bajas, entre 200 y 300 m de altitud.